# Hillsong Church
Hillsong Church är en australiensisk pentekostal frikyrka. Kyrkan menar, förenklat, att det kristna budskapet ska föras ut med sång och musik. Detta görs genom att musiken har en framträdande roll i gudstjänster och möten. Hillsong ger även ut DVD och CD med kristen musik.[källa behövs]

## Historia

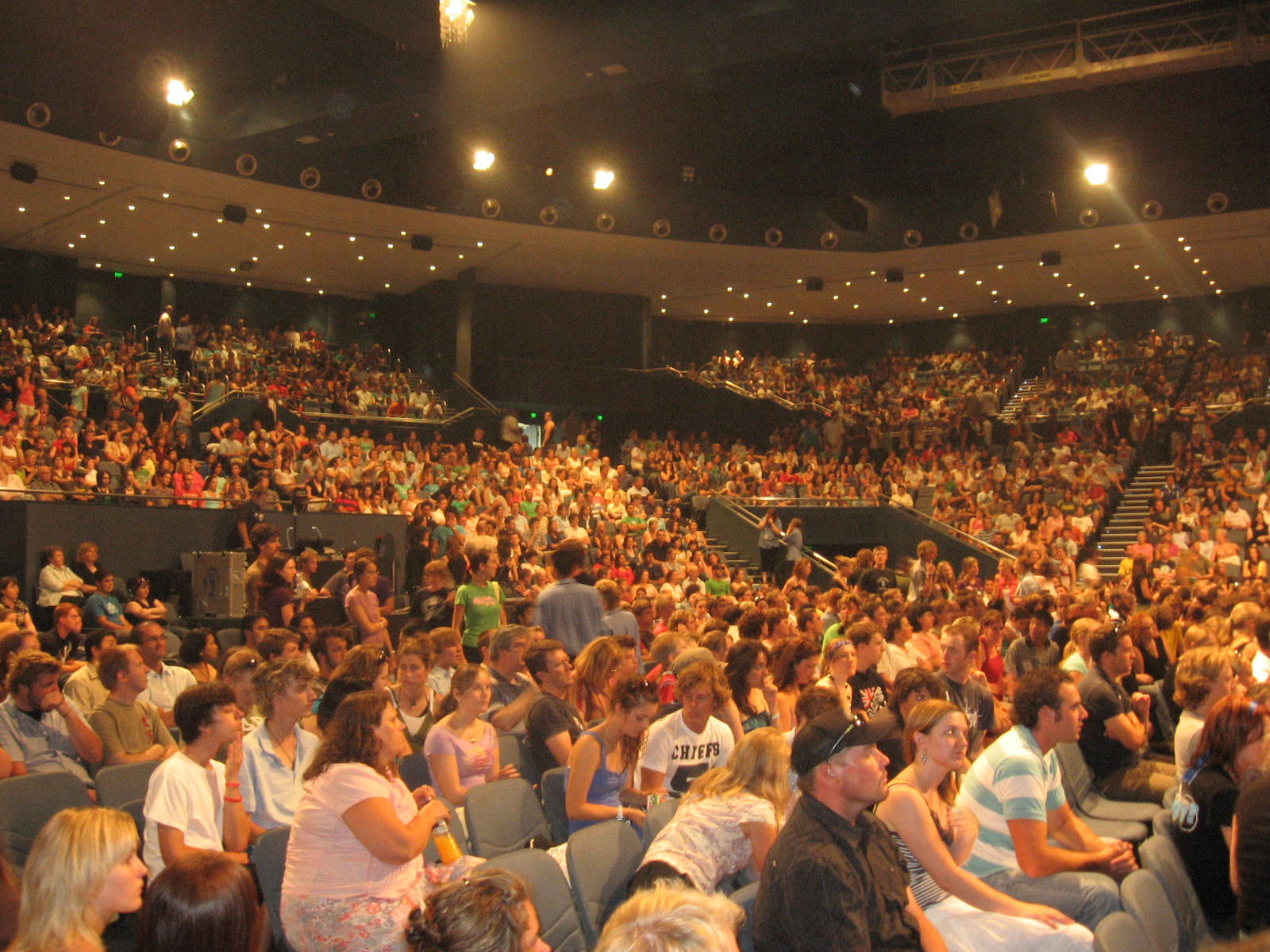
Bild från ett av Hillsong Churchs event

Församlingens grundare och ledare från 1983 till 2022 var Brian och Bobbie Houston. Paret flyttade från Nya Zeeland 1978 och blev medlemmar i Sydney Christian Life Centre i Darlinghurst där Frank Houston, Brians far, var pastor. De startade det som skulle bli Hillsong Church men som då hette Hills Christian Life Centre.
Hillsong öppnade snart ett centrum för att träna och lära kristna musiker och hjälpa dessa att få ut sin musik.
Tidigt på 1990-talet började kyrkan att ge ut CD-skivor. Samtidigt byttes namnet så att församlingen övertog sitt musikcenters namn Hillsong som var mer känt.
Kyrkan byggde i början på 2000-talet ett nytt konferenscenter i Sydney i Australien som rymmer 3 500 personer. Australiens premiärminister, John Howard, invigde det den 19 oktober 2002.
Sedan våren 2022 leds Hillsong av pastorsparet Phil och Lucinda Dooley.

## Organisation
Rörelsen grundades i Australien och har sitt huvudkontor i Sydney. Församlingar finns i:
- Leatherhead (England)
- London (England)
- Kiev (Ukraina)
- Paris (Frankrike)
- Sydney (Australien)
- Konstanz (Tyskland)
- Amsterdam (Nederländerna)
- Barcelona (Spanien)
- Moskva (Ryssland)
- Köpenhamn (Danmark)
- Stockholm (Sverige)
- Malmö (extension service genom Hillsong Köpenhamn) (Sverige)
- Kapstaden (Sydafrika)
- New York (USA)
- Phoenix (USA)
- Los Angeles (USA)
- Buenos Aires (Argentina)
- São Paulo (Brasilien)

Ledare:
- 1983-2022: Brian och Bobbie Houston
- 2022- : Phil och Lucinda Dooley

## Musik och media

### Musik
Organisationens musikbolag heter Hillsong Music och har gett ut över 40 CD och DVD sedan 1992. Skivorna är delvis även kända bland icke kristna och har även toppat Itunes-listor i Sverige.

#### Hillsong United
Hillsong United är kyrkans ungdomsverksamhet, med medlemmar mellan 12 och 35 år gamla. Verksamheten är utformad på samma sätt som den vuxna med sång och musik och kyrkorna ger även ut musik och DVD som riktar sig till unga människor. Hillsong United är samlingsnamn på flera ungdomsgrupper inom kyrkan: Fuel (12–14 år), Wildlife (15–18 år), Powerhouse (18–25 år) och Frontline (25–35år). De äldre ungdomarna turnerar med musikgruppen Hillsong United som leds av Joel Houston.[källa behövs]
Musik
Hillsong United använder samma skivbolag som huvudkyrkan.
United (CD och DVD)
- Everyday (1999)
- Best Friend (2000)
- King of Majesty (2001)
- To the Ends of the Earth (2002)
- More Than Life (2004)
- Look to You (2005)
- United We Stand (2006)

#### Barnverksamhet
Barnverksamheten har grupper med barn från 1-12 år. Den bedriver allt från dagisverksamhet till fritids för äldre barn. Verksamheten är utformad på samma sätt som den vuxna med sång och musik och kyrkorna ger även ut musik och DVD som riktar sig till barn.
De har två maskotar som är med i barnverksamheten. Dessa kallas Max och Melody och är en pojke och en flicka.
Musik
Hillsong Kids använder samma skivbolag som huvudkyrkan.
Hillsong Kids (CD och DVD)
- Jesus Is My Superhero (2004)
- Super Strong God (2005)
- Supernatural (2006)
- Tell the World (2007)
- Follow You (2008)
- Ultimate Kids Collection (2009)
- Crazy Noise (2011).

### Hillsong Television
Hillsong har internet-TV där man kan se gudstjänster och predikningar.

## Politiska influenser
Kyrkan ställer sig politiskt neutral.

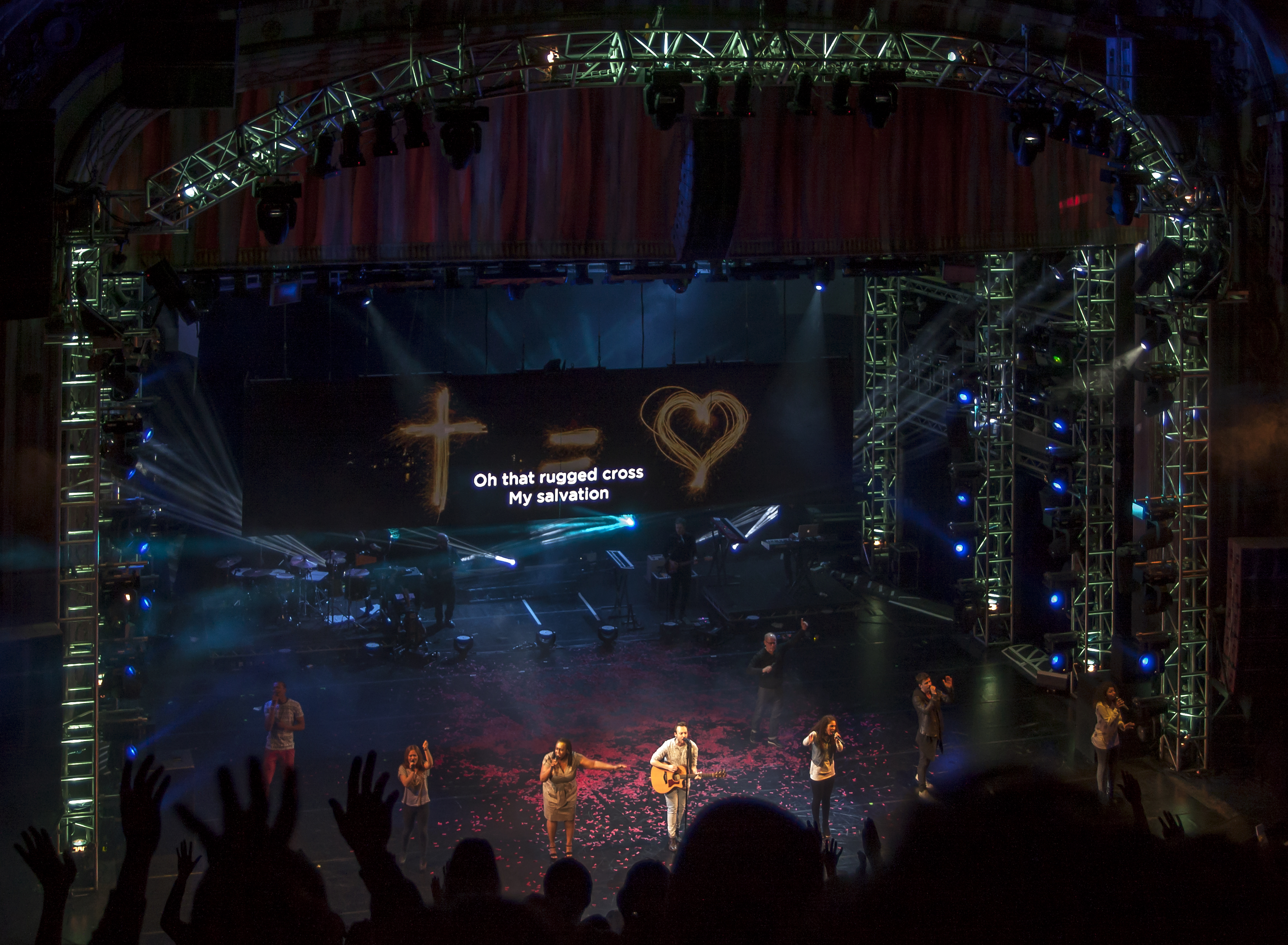
Påskgudstjänst på Hillsong London (Dominion Theatre) 2013.

## Kritik
Hillsong har kritiserats för sin kristna teologi och oetiskt handlande. Denna kritik har kommit från vissa politiker, media,  community groups,, kristna ledare, och före detta medlemmar. Kritiken har bland annat rört kyrkans ekonomi, kopplingar till kontroversiella organisationer, kyrkans behandling av kritiker samt påståenden om kyrkans iblandning i röstfusk i den australiensiska versionen av Idol.

## Hillsong-församlingar

### Hillsong London
Hillsong London var den första församlingen utanför Australien.
I början möttes Hillsong London på caféer och hemma hos varandra. Församlingen grundades av australier som flyttat till London. I augusti 2005 bildade Hillsong London en dotterförsamling i Leatherhead, söder om London.
Hillsong London använder samma skivbolag som huvudkyrkan:
- Shout God's Fame (2004)
- Jesus Is (2006)

### Hillsong Stockholm

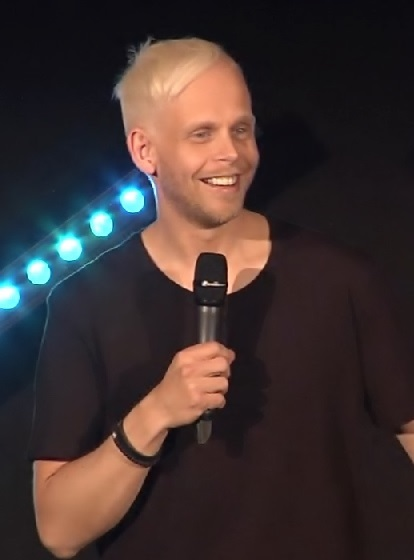
Andreas Nielsen

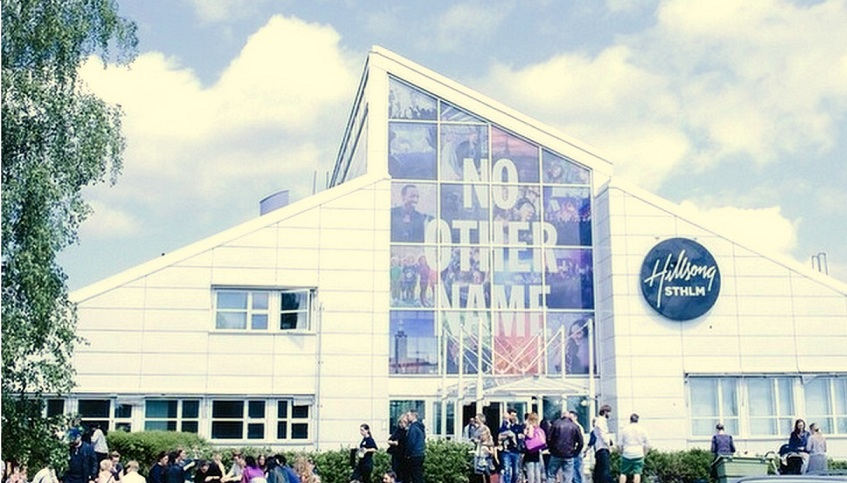
Hillsong Sthlm Norra i Arlandastad i Märsta

Hillsong Church Stockholm är en pingstrelaterad frikyrkoförsamling grundad av pastorerna Lina och Andreas Nielsen.  Hillsong utgörs av kyrkorna Hillsong Stockholm City och Hillsong Stockholm Norra. 
Hillsong Church Stockholm anordnade i oktober 2012 Sveriges första "Hillsongkonferens"  i Filadelfiakyrkan, Stockholm